# Véronique Arène
Véronique Arène est une nageuse française née en 1953.
Elle a été championne de France sur 100 mètres brasse à l'été 1969.
Elle est la fille des nageurs Julien et Josette Arène, et la sœur de la plongeuse Isabelle Arène.